# Міські голови Луганська

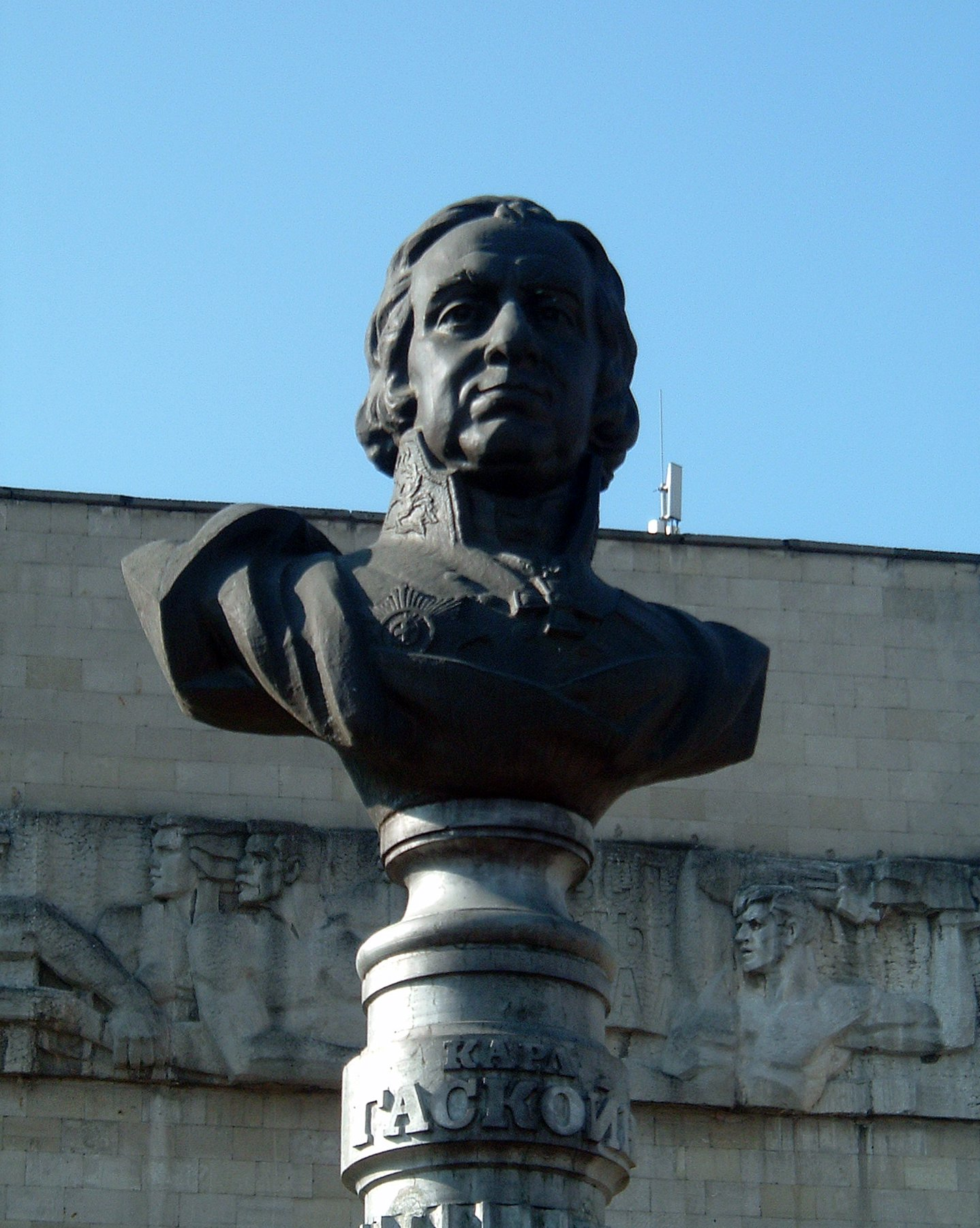
Карл Гаскойн, засновник Луганська

## Керівники Луганського заводу та гірничого округу
| Ім’я                                | Роки      | Примітки |
| ----------------------------------- | --------- | --- |
| Гаскойн Чарлз (Карл) Карлович       | 1795-1806 | Славнозвісний шотландський інженер-металург, прийняв російське підданство. За наказом Катерини II в 1795 році почав спорудження Луганського ливарно-гарматного заводу для забезпечення Чорноморського і берегових фортець Чорного й Озівського морів гарматами й боєприпасами. |
| Нілус Яків Християнович             | 1806-1822 | |
| Густав Гесс де Кальве               | 1822-1826 | Доктор філософії. Відзначився покращенням побуту майстрових. Була відкрита гірнича школа для дітей майстрових. Робітники будували власні хати, був споруджений шпиталь та ферма. Проводилися геологічні дослідження, 1820 року було створено пошукову партію Луганського заводу. |
| Ільїн Іван Васильович               | 1826-1835 | |
| Мевіюс Федов Павлович               | 1835-1840 | |
| Бекман Валеріян Олександрович       | 1840-1847 | |
| Фелькнер Федор Іванович             | 1847-1853 | Генерал-лейтенант, закінчив гірничий кадетський корпус. У 1847 році полковника Корпусу гірничих інженерів Ф. Фелькнера призначили гірничим керівником Луганського гірничого округу. У 1849 році в записці «Про Городищенску антрацитівську копальню» дає аналіз стану й показує перспективи розвитку Лисичанської, Успенської й Городищенської копалень. На початку 50-х років під його проводом проводяться дослідження центрального Донбасу. |
| Летунівський Микола Терентієвич     | 1853-1861 | |
| Мевіус Аполлон Федорович            | 1861-1865 | Гірничий інженер, син начальника Луганського ливарного заводу. Проводить реконструкцію заводу. Вчений дослідник, автор книжки-підручника «Чавуноливарне виробництво», нагороджений Демідівською премією Академії Наук Росії 1860 р. |
| Фелькнер Ілідор Федорович           | 1865-1871 | |
| Летунівський Микола Миколайович     | 1871-1876 | |
| Подимівський Станіслав Леопольдович | 1876-1879 | |
| Зеленцов Іван Ілліч                 | 1879-1880 | |
| Данчич Дмитро Васильович            | 1880-1886 | |

## Голови Луганської міської управи
| Ім’я                                  | Проміжок                                                              | Примітки |
| ------------------------------------- | --------------------------------------------------------------------- | --- |
| Холодилін Микола Петрович (1843—1929) | 1878 - Міський староста Луганського заводу 1883—1891 - Міський голова | Перший голова Луганської міської управи, обраний на цю посаду в 1883 році, відразу після надання Луганському статусу повітового міста й центра Слов’яносербського повіту (1882). Народився в родині кріпака, який викупився на волю. Так само, як і батько, став купцем. Займався благоустроєм вулиць Луганського, розпочав прокладання Пушкінської вулиці. |
| Вербовський Володимир Іванович        | 27 лютого 1891 — жовтень 1902                                         | Статський радник |
| Лутовинов Стефан Климентійович        | жовтень 1902 — 17 січня 1908                                          | Родовий почесний громадянин |
| Грязєв Микола Олександрович           | 12.03 1908 — 4.05.1909                                                | Дворянин |
| Ніколаєв Іван Іванович                | 5 травня 1909 — 16 квітня 1912                                        | Купець |
| Сидоров Феодул Петрович               | 15.05 1912 — червень 1912                                             | Особистий почесний громадянин |
| Лутовинов Стефан Климентійович        | червень 1912 — 1914                                                   | Потомствений почесний громадянин |
| Холодилин Іван Іванович               | 28 травня 1914 — 1915                                                 | Міщанин |
| Васнєв Микола Сергійович              | Вересень 1915 — 1917                                                  | Купець |
| Черв'яков Олександр Іванович          | вересень 1917 — 1917                                                  | |
| Любомудров Федір Васильович           | літо 1919                                                             | |
| Даниловський                          | вересень 1919 - 26 грудня 1919                                        | |

## Голови Луганської (Ворошиловградської) міської ради та голови Луганського (Ворошиловградського) міськвиконкому
| Ім’я                                          | Проміжок | Примітки |
| --------------------------------------------- | --- | --- |
| Римський-Корсаков (Ларін) Григорій Михайлович | 8 березня — квітень 1917 | Походив зі стародавнього дворянського роду. З'явився в Луганську близько 1911 року. Під псевдонімом «Г.Ларін» працював журналістом в Луганській лівій газеті «Донецька життя», здобув значну популярність і згодом дослужився до редактора. Після Лютневої революції 1917 оголосив себе членом РСДРП (меншовиків) і в березні став першим головою Луганського Ради. З червня 1917 почав випускати газету «Зоря» (орган Луганського райкому РСДРП (м). В серпні від блоку меншовиків і Бунда був обраний до міської думи. Продовжував функціонувати в думі і при німецькій окупації в 1918 році. у 1920 був заарештований ЧК, але зумів втекти, пробрався в білий Крим, звідки незабаром евакуювався до Туреччини. В еміграції працював у видавничому товаристві "Преса", в російсько-французькій газеті «Press de Soir »(Стамбул). У 1922 році переїхав до Парижу, де став директором друкарні видавництва «Франко-російська преса». У 1922 році видав свій мемуар «Нариси лихоліття (враження і спогади про евакуацію вчених, журналістів і письменників. Лютий-квітень 1920 р.). Публікувався в емігрантській пресі. Завідував відділом публіцистики в газеті "Спільна справа", яку видавав у Парижі В.Бурцев. Помер 25.03.1937 у Парижі. |
| Вайль Михайло Абрамович                       | квітень — травень 1917 | Родом з Сімферополя, робочий на Луганському заводі Гартмана, активіст РСДРП, меншовик. У 1904 співзасновник профспілки робітників заводу. У 1912 керував робочим кружком, співпрацював в газеті «Донецька життя». У ніч на 22.04.1912 напередодні маївки був арештований і висланий з Луганська. Після Лютневої революції на початку березня 1917 року був обраний депутатом і заступником голови першого Луганського Ради. У квітні-травні було обрано головою Ради. У серпні обраний членом правління профспілки металістів Луганська. Влітку 1919 був зарубаний білокозаками. |
| Нагих Іван Миколайович                        | травень — червень 1917 | Народився в 1879 році в Старобільському повіті Харківської губернії. Навчався в каретній майстерні на Дружківському руднику. З 15 років працював на паровозобудівному заводі Гартмана в Луганську: чорноробом, підручним монтера, слюсарем. Брав участь в робочих гуртках, разом з К.Ворошиловим стояв біля витоків Луганської організації більшовиків, член РСДРП з 1903 року. Учасник Першої російської революції. У лютому 1905 був обраний членом страйкому, потім виконкому Депутатських зборів (прообраз Ради робітничих депутатів). У 1906 році співзасновник першої Луганської профспілки, був обраний членом її правління. Делегат V (Лондонського) з'їзду РСДРП. З 20 лютого по 3 липня 1907 депутат Державної Думи Росії 2 скликання від Катеринославської губернії, член більшовицької фракції. Після розгону Думи був заарештований разом з усією соціал-демократичною фракцією і засланий до Східного Сибіру. У 1908—1911 проживав під наглядом поліції в містечку Бодайбо Іркутської губернії. У 1912—1915 працював слюсарем на Ленських золотих копальнях, був учасником ленських подій. У роки реакції зблизився з меншовиками. Після Лютневої революції повернувся в Петроград і в квітні 1917 року був делегований до Луганська в якості представника Петроради. У травні 1917 року обраний головою Луганської Ради. Через місяць поступився посадою свому однопартійцю Нестерову. Пізніше відійшов від активної політичної діяльності. Після жовтневої революції працював в Луганському продовольчому комітеті. З 1922 на господарській роботі, зокрема, був директором споруджуваної середньої школи № 7, вимірником на заводі Жовтневої революції. У 1928 вступив у ВКП(б), опублікував кілька мемуарів у «Луганській правді», був членом Всесоюзного товариства колишніх політкаторжан. У липні 1938 заарештований, 20.09.1938 трійкою УНКВС за «участь у контрреволюційній організації» (ст.58.11) засуджений до 10 років без права листування. Сидів під Воркутою, помер у місцях позбавлення волі від запалення легенів в 1948 році. Повністю реабілітований 12.10.1956. |
| Нестеров Антон Якович                         | червень 1917 | Народився в 1879 році. Іногородній з селян Області Війська Донського. Закінчив повітове училище. Працював слюсарем механічних майстерень на Голубовський руднику Берестове-Богодухівського гірського товариства (нині Макіївка), в 1903 вступив в РСДРП. Влітку 1905 року стояв на чолі страйку гірників Ірмінського рудника. Страйк було придушено. У січні 1907 обраний депутатом Держдуми 2 скликання від Області Війська Донського, після її розгону заарештований і засланий до Сибіру. Делегат V з'їзду РСДРП від Юзово-Петровського комітету Бурозовського рудника. Пізніше приєднався до меншовиків. Після Лютневої революції прибув до Луганська у квітні 1917 як представник Петроради став повітовим комісаром Тимчасового уряду, потім головою Громадського комітету. 3-24 червня 1917 делегат Першого Всеросійського з'їзду Рад робітничих і солдатських депутатів в Петрограді, був обраний у ВЦВК від меншовиків. У червні також став головою Луганської Ради, але незабаром після конфлікту з лідером більшовиків К.Ворошиловим був зміщений. Під час «корніловщини» був заарештований червоногвардійцями, потім втік з Луганська. Влітку 1918 повернувся до Української Держави і деякий час очолював міську комісію по боротьбі зі спекуляцією. Подальша доля невідома |
| Макаров Олександр Васильович                  | червень — вересень 1917 | Інженер, член РСДРП (меншовиків). До революції працював начальником гільзового цеху Луганського патронного заводу. У 1918 при німцях знову працював в міському самоврядуванні. У 1920 був обраний депутатом Луганської міської Ради. У 1922 один з керівників союзу інженерів Луганська, обраний членом правління новоствореного Науково-технічного товариства і делегатом на губернську конференцію I Всеросійського з'їзду інженерів 15.12.1922. Інших даних немає. |
| Ворошилов Климент Єфремович                   | вересень — жовтень 1917 | |
| Воронін Пилип Устинович                       | жовтень 1917— березень 1918 | Народився 25.11.1883 в селянській родині в селі Весела Гора Слов'яносербського повіту. Закінчив церковноприходську школу, в 1897-1900 навчався в земському ремісничому училищі в Луганську. Потім працював столяром, в 1903 вступив до механічного цеху паровозобудівного заводу Гартмана. У 1906-1916 роках служив у царській армії в місті Горі, учасник Першої світової війни, отримав звання унтер-офіцера. Після демобілізації повернувся в Луганськ і продовжив працювати свердлувальником на заводі Гартмана. Після Лютневої революції 1917 був делегований від робітників механічного цеху до Луганської міської Ради. У квітні 1917 вступив до більшовицької партії, обраний членом міськкому. З листопада 1917 по березень 1918 року було головою Луганської Ради. У квітні-червні 1918 разом з К.Ворошиловим очолював «Царицинський похід», потім воював на Царицинському фронті. Після звільнення Луганська повернувся в місто і очолив колегію Повітової Ради народного господарства. Весною 1919 брав участь в Луганській обороні, потім в рядах РСЧА відступав через Старобільськ і Харків. 11.06.1919 призначений Ворошиловим начальником загороджувального загону Бахмутського полку, обороняв Лозову, потім був членом Революційного військового трибуналу 46-ї дивізії. З листопада 1919 по квітень 1920 року - голова Реввоєнтрибуналу 1-ї кінної армії Будьонного. Після закінчення війни в січні 1921 на повітовому з'їзді Рад обраний заступником голови виконкому і делегатом 5 Всеукраїнського з'їзду Рад, член ВУЦВК. У 1922 очолював Окружне земельне управління. З січня 1924 по грудень 1927 року — прокурор Луганського округу. Потім працював завідувачем Сумського окружного відділу місцевого господарства. У червні 1930 — липні 1931 — директор Київської суднобудівної верфі, потім начальник планово-економічного відділу сектора тресту «Руда», інспектор Держбудконтролю в Харкові. З 1 серпня по 3 жовтня 1933 — завідувач комунального відділу Луганської міськради. З жовтня 1933 по 1937 — директор Луганського спирто-горілчаного заводу №5. З листопада 1937 - керуючий Всеукраїнського тресту лікеро-горілчаної промисловості (Київ). На початку німецько-радянської війни був евакуйований. З вересня 1941 по липень 1946 - директор Астраханського лікеро-горілчаного заводу. Потім вийшов на пенсію і повернувся в Ворошиловград. Займався громадською роботою, входив в актив Обласного краєзнавчого музею. Був делегатом XX з'їзду КПРС, в зв'язку з 50-річчям Першої російської революції за активну участь в революційному русі нагороджений орденом Трудового Червоного Прапора. Помер 1.02.1961 в Луганську. |
| Ляпін Зиновій Федорович                       | березень — квітень 1918 вересень — листопад 1920 (голова райвиконкому)                                                                                         | Народився 10.11.1888 в родині робітника Луганського паровозобудівного заводу. Після 2 класів початкової школи з 12 років почав працювати на заводі Гартмана: розсильний, учень слюсаря, слюсар. Активний учасник Першої російської революції 1905 року, більшовик з 1907. У липні 1908 року був заарештований, сидів у Бутирській в'язниці в одній камері зі Сталіним і разом з ним був засланий до Сибіру. У листопада 1911 звільнений і повернувся в Луганськ, потім подався на Кадіївський рудник рубати вугілля. Був упізнаний поліцією, втік і перейшов на підпільне становище. Разом з І.Шмировим і Черепанцевим організував Луганський підпільний парткомітет, керував страйками на полотняній фабриці, патронному заводі, знову був заарештований. 8 березня 1917 вибраний депутатом першої Луганської ради від залізничних майстерень, активно брав участь в організації Червоної гвардії. 6 серпня 1917 по списку більшовиків став депутатом міської думи. У вересні 1017 після перевиборів і більшовизації Ради став заступником голови. Під час відсутності Ворошилова заміняв його, з березня по квітень 1918 року голова виконкому ради. Потім у Червоній армії. З січня 1919 секретар Луганського міського комітету партії і член ревкому, учасник Луганської оборони. На першій губернської партконференції обраний секретарем Донецького губернського комітету КП(б)У. Потім комісар 3-ї бригади 41-ї дивізії РСЧА. Після створення Донецької губернії з центром в Луганську 20.02.1920 обраний секретарем Луганського райкому КП(б)У, з вересня по листопад 1920 голова райвиконкому. У 1921 також т.в.о. голови повітового виконкому. Одночасно з червня 1921 року - голова комісії губкому з чистки партії. З 1922 (після Б.Магідова) знову секретар повітового парткому. З січня 1923 по травень 1924 року - завідувач організаційно-інструкторського відділу Донецького губкому, потім знову відповідальний секретар Луганського окружного парткому.У грудні 1925 відряджений в Нижній Новгород представником Всеросійської комісії з евакуації військових вантажів. З січня 1926 по червень 1928 — секретар Грозненського окружкому ВКП(б), по червень 1929 року — секретар Краснодарського окружкому ВКП(б). З 1929 по вересень 1931 навчався в Москві на курсах марксизму-ленінізму, після чого до 1938 року працював секретарем парткомісії Донецької обласної контрольної комісії КП(б)У, уповноваженим Наркомату важкої промисловості СРСР в Донбасі, директором заводу на Уралі. З 1943 року — персональний пенсіонер союзного значення. Помер у 1978 році в Москві, похований на Новодівичому цвинтарі. |
| Попов Семен Павлович                          | липень 1918 — березень 1919 грудень 1919 (голова ревкому) | Робітник Луганських залізничних майстерень. Очолював підпільний революційний комітет Луганська, який після захоплення Червоною армією міста в січні 1919 виконував функції тимчасового міського керівництва. Весною 1919 брав участь у боях з денікінцями у Гострої Могили. Його ім'ям названо провулок у Жовтневому районі Луганська. |
| Мишков Микола Гордійович                      | березень — травень 1919 (голова міськради і міськвиконкому); квітень — травень 1920 (голова райвиконкому) 1921—1924 (голова повітового та окружного виконкому) | Народився 26.11.1894 в селі Кам'яний Брід Слов'яносербського повіту в бідній багатодітній родині слюсаря. Закінчив 4-річну сільську школу. З 1907 року працював пічником, покрівельником, з 1910 мідником на паровозобудівному заводі Гартмана в Луганську. З 1911 року здійснював збір грошей для поповнення більшовицької каси, поширював газети «Правда» і «Зірка», організував страйку. 1.04.1917 вступив у РСДРП(б). Член правління профкому, потім голова робітничого комітету заводу, входив в бойову дружину, займався роззброєнням поліції. Після жовтневої революції став начальником господарського відділу заводу. У квітні 1918 керував евакуацією цінних вантажів під Курськ. З червня по жовтень 1918 голова ЧК прикордонної станції Беленіхіно, потім Бєлгородської ЧК, голова ревтрибуналу польового штабу командарма К. Ворошилова, ревтрибуналу 14-ї армії, член Подільського виконкому і президії Московської губернії (3 місяці), голова ревтрибуналу 1-ї Кінної армії. Після повернення в Луганськ на початку 1919 очолював ЧК. У березні 1919 обраний головою президії виконкому Ради, потім головою ревкому, керівник оборони Луганська. У лютому—квітні 1920 знову голова ревкому, 17 квітня обраний першим головою райвиконкому. З липня 1920 — завідувач Донецького губернського відділу юстиції, член президії губвиконкому, завідувач відділу губернського управління. З серпня по грудень 1920 працював на Луганському паровозобудівному заводі, потім відкликаний на посаду заступника голови райвиконкому. З січня 1921 по квітень 1924 голова Луганського повітового виконкому/окрвиконкому, у 1922 році також голова повітового комітету допомоги голодуючим і повітової економічної наради. У грудні 1922 року VIII повітової з'їзд рад представив його до нагородження орденом Трудового Червоного Прапора за 5 років беззмінної роботи на керівних посадах. У 1924 депутат Союзного з'їзду Рад, заступник голови Донецького губвиконкому. У 1925 закінчив курси при ЦК КП(б)У, з 11 червня по 17 листопада 1925 року працював головою Луганського окрвиконкому. У 1925—1927 голова Одеського окружного виконкому. У 1927—1929 начальник метало-промислового відділу та заступник голови ВРНГ УРСР, в 1929—1930 заступник голови об'єднання «Південьсталь». У 1930—1931 начальник будівництва Харківського тракторного заводу. У 1931—1932 начальник об'єднання «Сталь». У 1932—1933 заступник начальника Головного управління металургійної промисловості ВРНГ СРСР. У січні—серпня 1933 — начальник будівництва і директор Магнітогорського металургійного комбінату; заступник начальника Головтрансмашу НКВП СРСР. Надалі начальник Головтрансмашу НКВП СРСР, з 1935 заступник наркома легкої промисловості СРСР. Заарештований 3.10.1937, за звинуваченням у тероризмі і к.-р. діяльності 26.11.1937 засуджений до розстрілу Військовою колегією Верховного суду СРСР і того ж дня розстріляний на Донському кладовищі Москви. Реабілітований 24.12.1955 рішенням ВКВС СРСР.                            |
| Ніколаєнко Іван Гнатович                      | травень 1919 (голова ревкому) | |
| Вершин Іван Дормидонтович                     | травень — червень 1920 і липень — серпень 1920 березень 1923 — червень 1925                                                                                    | Народився в серпні 1885 в робітничій родині на Донбасі. Закінчив початкову школу, потім займався самоосвітою. З 14 років працював хлопчиком, учнем слюсаря на Юзівському заводі, з 1910 помічником машиніста на залізниці, з 1914 машиністом на заводі Гартмана в Луганську, член профспілки металістів. У 1905 брав участь у страйку в Юзівці, роззброював поліцію. У 1907 за поширення листівок був адміністративно висланий. Член Партії соціалістів-революціонерів (есерів), але в 1925 в «Особовому листку» написав, що в інших партіях не перебував. З січня 1916 — заступник голови Правління профспілки робітників паровозобудівного заводу. У березні 1917 обраний головою Ради старост, потім заводського комітету заводу Гартмана, у вересні 1917 за списком ПСР від сталеливарного відділення заводу Гартмана обраний депутатом Луганської Ради, став заступником голови. У жовтні 1917 — член ВРК. У 1918 році перейшов до більшовиків. Весною 1918 року — учасник «Царицинського походу». У лютому 1919 повернувся до Луганська. Потім вступив до Червоної армії, учасник громадянської війни, також працював на Подольському патронному заводі. З січня 1920 член Донгубревкому, в квітні 1920 — член Президії Виконавчого комітету Донецької губернської Ради. У травні— червні 1920 очолював Луганську міськраду і райвиконком. З серпня 1920 — заступник керуючого паровозобудівного заводу. З березня 1923 знову очолював міськраду. Також в травні 1923 — заступник голови Донецького губвиконкому. З квітня 1924 по червень 1925 — голова Луганського окружного виконкому. 15.04.1925 приймав орден Червоного Прапора, яким було нагороджено місто Луганськ. З червня 1925 року працював заступником директора паровозобудівного заводу імені Жовтневої Революції, в 1926 — заступник керуючого патронного заводу імені Оборони Червоного Луганська, обраний членом ВУЦВК. У 1931—1934 директор Брянського машинобудівного заводу. |
| Долгальов                                     | червень — липень 1920 та вересень — жовтень 1920 (т.в.о.голови райвиконкому)                                                                                   | Завідувач відділу управління Луганського райвиконкому на 1920 рік |
| Кудрич Володимир Юдович                       | серпень — вересень 1920 (т.в.о.голови райвиконкому) | Походив з селян казенного села Кам'яний Брід. Закінчив нижче технічне училище, працював у шахті, потім машиністом пароплава. Більшовик. З квітня по серпень 1920 року працював завідувачем Луганського районного земельного відділу, член президії РВК. З 24 серпня по вересень 1920 був т.в.о. голови райвиконкому. |
| Кутузов                                       | грудень 1920 — січень 1921 (голова райвиконкому) | |
| Жуков Іван Степанович                         | березень — квітень 1921 (голова райвиконкому) | Народився в 1894 в селі Весела Гора Кам'янобрідського району в селянській родині. Закінчив сільську народну школу. Після смерті батька займався хліборобством, розорився і пішов в робітники. У 1913 шахтар на руднику «Перлина», в 1914 чорнороб, ресорник на Луганському паровозобудівному заводі, потім робітник парової кузні. Більшовик з 17.04.1917, вступив у профспілку металістів. Був висунутий на пост голови ревкому Веселогоровської волості. Після німецької окупації 1918 повернувся в рідне село, 15.06.1918 був заарештований. Звільнений Червоною армією і вступив в неї рядовим бійцем. Потім служив в штабі Курського укріпрайону, штабі 13 армії Південного фронту, політпрацівником 42 дивізії. Після демобілізації в 1921 призначений головою Старо-Айдарського райвиконкому, заступник голови Луганського повітового виконкому. На березень—квітень 1921 року значиться головою Луганського виконкому. Потім працював заступником завідувача окружного земельного управління, в 1922 — зав. житловідділу. У 1923—1924 голова Алчевського райвиконкому. У 1924 призначений головою Луганського окружного земельного управління, потім в 1925 направлений на навчання на робітфак Харківського інституту зерногосподарства, який закінчив в 1931 за спеціальністю «агроном». Як відмінник був направлений в Інститут червоної професури при Московській Комуністичній академії, але незабаром за сімейними обставинами змушений повернутися до Харкова. У 1930 працював заступником директора Інституту землезнавства, в 1931 парторг, з 1 березня 1932 по червень 1933 директор Інституту землезнавства. При ньому Інститут переїхав з Харкова до Києва (в зв'язку з перенесенням столиці Української РСР). Був звинувачений у зриві робіт із агроінвентаризації, 27.06.1933 виключений з партії, звільнений з інституту і пізніше ймовірно репресований. |
| Руденко                                       | вересень 1925 | |
| Алексєєв Іван Ілліч                           | жовтень 1925 — березень 1926 | |
| Третьяков Микола Григорович                   | квітень 1926 — жовтень 1927 | |
| Полухов Михайло Мартинович                    | жовтень — листопад 1927 | Народився в 1894 в селі Гаврилівське Рязанської губернії в селянській родині. Закінчив 2 класи початкової школи, в 1906 працював за наймом у Спаську, потім поїхав на заробітки в Петербург, працював на фарбувальній фабриці, пройшов шлях від учня до слюсаря-інструментальника. Поступив на педагогічні курси, займався самоосвітою. У 1912 зблизився з більшовиками і почав брати участь у підпільній роботі, член РСДРП. З вересня 1915 служив в російській армії (175 запасний батальйон, унтер-офіцер 409 Ілицького полку), учасник 1 світової війни, був поранений і демобілізований в січня 1917. Повернувся до Петрограда, працював на механічному заводі. У вересні 1917 за мандатом більшовиків їде в Рязань, звідки направлений для проведення агітації в Спаський повіт, голова першого повітового комітету РСДРП. У 1918—1919 воєнком повіту, в 1919 голова Спаського повітового ВРК, організатор перших комбідів. З грудня 1919 по вересень 1920 голова Харківського губкому трудової повинності, потім перебував для доручень при начальнику військ ВНУС—ВЧК, 3.12.1920 — 9.2.1921 — начальник Управління залізничної та водної робітничо-селянської міліції Військ внутрішньої служби НКВС РРФСР. З 1921 завідувач Рязанської губернської робітничо-селянської інспекції, одночасно з 1922 зав. управління місць ув'язнення губернії, в 1923 заступник голови губвиконкому. З жовтня 1923 секретар Луганського окружного виконкому, в 1924 одночасно голова окружного комітету допомоги дітям, в вересні 1925 т.в.о. голови окрвиконкому та голова окружного кооперативного комітету. З квітня 1926 по листопад 1927 заступник голови Луганської міської Ради (в лютому 1927 вказувався як голова, з жовтня фактично в.о. голови). З 26.11.1927 по серпень 1928 прокурор Луганського округу. З вересня 1928 по травень 1930 навчався на курсах марксизму при Комакадемії в Москві. З травня 1930 зав. агітмасовим відділом Дніпропетровського окружкому КП (б)У, з серпня 1930 по лютий 1932 зав. агітмасовим відділом Дніпропетровського міськкому КП(б)У. З березня 1932 завідувач всесоюзного об'єднання Південьсоюзбуд НКВП в Харкові, з жовтня 1933 начальник дослідно-показового будівництва НКВП в Москві, з серпня 1934 заступник начальника центральної електростанції Московського метро, заступник начальника Північного депо і вагономеханічних майстерень. 22.02.1935 заарештований, 2.06.1935 засуджений до 3 років позбавлення волі. Сидів в Ухтпечлазі (Котлас) до 28.1.1939. Потім на господарській роботі в Спаську: з лютого 1939 слюсар артілі «Весовщик», з березня 1941 слюсар промкомбінату, з квітня 1943 по грудень 1945 майстер молочного заводу в Спаську; з січня 1946 по жовтень 1954 майстер молочного заводу в с.Кібусово Спаського району. З листопада 1954 по лютий 1956 голова колгоспу ім. Буденного в с.Веретье, потім знову працював майстром молочного заводу в Кібусово, поки в серпня 1957 не вийшов на пенсію. У 1959 оформив персональну пенсію в Москві, де і помер в квітні 1977 р |
| Голяпін Іван Семенович                        | грудень 1927 - 1929 | Народився в 1892 в Області Війська Донського. Закінчив ремісниче училище і з 1909 працював на паровозобудівному заводі Гартмана в Луганську слюсарем, з 1914 розмітником, з 1919 свердлильним майстром. З 1924 член РКП(б), був секретарем партосередку завкому. У травні 1927 обраний в завком і депутатом міськради. 1.12.1927 обраний головою міськради Луганська. У травні 1929 на XIII окружному з'їзді Рад був обраний делегатом від Луганська на Всесоюзний З'їзд Рад. У жовтні 1932 затверджений директором заводу імені Межлаука в Луганську, в 1934 начальник старопаровозного цеху заводу Жовтневої революції. У 1937—1940 роках працював у Наркоматі середнього машинобудування СРСР. |
| Довбиш Олександр Федорович                    | січень 1930 — вересень 1931 | Народився в 1900 році в Полтаві. Навесні 1918 року в складі 2-го Луганського соціалістичного загону Червоної гвардії воював проти німців на бронепоїзді у Основи, Змієва, Родакового. Учасник Царицинського походу, був поранений, вижив під час різанини на станції Суровікіно. Після громадянської війни був на партроботі, потім в міліції. У 1920 році призначений начальником карного розшуку Луганська, в 1921—1924 помічник начальника Луганської повітової (окружної) міліції по кримінальній частині. З 1924 по 1929 начальник Луганської окружної міліції, у лютому 1929 був нагороджений орденом Бойового Червоного Прапора. З січня 1930 голова Луганської міськради, також очолював міську комісію з українізації. У вересні 1931 був відкликаний у розпорядження ЦК. У 1937 кілька місяців пропрацював головою Одеського міськвиконкому. Заарештований, 13 або 23 листопада 1937 засуджений в Одесі до розстрілу. Посмертно реабілітований. |
| Карпенко Петро Юхимович                       | вересень 1931 — вересень 1932 | Переведений на відповідальну роботу в Луганськ на початку 1931 року. У квітні 1931 працював головою міської пожежної охорони, в липні затверджений головою районної спілки робітничої кооперації. У вересні 1931 затверджений головою Луганської міськради. У серпні 1932 виступив з ініціативою побудувати мощену дорогу районного значення між Луганськом і Ворошиловському (нині Алчевськ). На цю роботу було виділено 40 вантажівок каменю. У вересня 1932 був відкликаний в розпорядження Сталінського (Донецького) обкому партії і поїхав з Луганська. |
| Полянський Микола Федорович                   | жовтень 1932 — лютий 1933 (в.о.) | Народився в 1898, член ВКП(б). З жовтня 1931 працював головою міськплану і заступник голови міськради. Після відбуття Карпенка з жовтня 1932 по лютий 1933 виконував обов'язків голови міськради. 9.03.1933 звільнений від обов'язків заступника голови в зв'язку з переходом на іншу роботу за межі району. |
| Левандовський Станіслав Мартинович            | 20 лютого — 5 жовтня 1933 | У жовтні 1933 року відкликаний Донецьким обкомом КП(б)У в зв'язку з переведенням на іншу роботу за межі району. розстрілу. Посмертно реабілітований. |
| Волевач Костянтин Омелянович                  | 5 жовтня 1933 — серпень 1934 | Народився 21.05.1899 в місті Остер Чернігівської губернії. Член ВКП(б). У 1928 працював прокурором Сумського округу, в 1929—1930 Луганського округу. З 5.8.1932 по січень 1934 — перший прокурор Донецької області. 5 жовтня 1933 року затверджений головою Луганської міської ради. В серпня 1934 року відкликаний. У 1937 працював завідувачем Донецького обласного відділу комунального господарства, був безпідставно репресований. 14.07.1937 заарештований, 25.08.1937 занесений в сталінський розстрільний список, 19.09.1937 засуджений виїзною сесією ВКВС СРСР «за участь в антирадянській терористичній організації правих» до страти і 20.09.1937 розстріляний в місті Сталіно. Реабілітований в 1957 р |
| Гудков Прокоп Андрійович                      | серпень 1934 - серпень 1937 | Народився в 1900 році в селі Борсуки, тепер Єльнинського району Смоленської обл. У 1913 закінчив 4-класне земське училище і почав працювати учнем мануфактурного магазину в Іваново-Вознесенську, з 1917 продавець магазину споживчої кооперації. Більшовик з березня 1917 року. З серпня 1918 боєць продовольчого загону в Сердобську і Самарі, з 1919 керівник продовольчої трійки, з 1920 завідувач військового відділу Самарського губпродкома. З 1921 інструктор продзагонів Південного бюро ВЦРПС в Харкові, заступник комісара повітового продкому в Старо-Костянтинові,з 1922 керуючий заготівельної контори повітового продкому , з 1923 комісар окружного продкомітету в Коростені, з січня 1924 голова райспоживспілки. З липня 1924 завідувач окружного фінансового відділу в Житомирі, з 1925 — в Коростені, з 1928 — в Луганську. З березня 1930 року працював завідувачем Луганського Окружного земельного відділу, в липні 1930 — т.в.о. голови Луганського окрвиконкому. З вересня по грудень 1930 — голова Алчевського райвиконкому, з грудня 1930 по 1933 — голова Ровеньківського райвиконкому, з 1933 — голова міськради Кадіївки. З серпня 1934 по серпень 1937 голова Луганської міськради.Рішенням Бюро Ворошиловградського міськпарткому 1.10.1937 «виключений з рядів партії як ворог народу». 2.12.1937 ВКВС СРСР засуджений до страти і 3.12.1937 розстріляний. Реабілітований в 1957 році. |
| Пузанов Павло Ілліч                           | жовтень 1937 (т.в.о.) | Народився в серпні 1880 року в селі Бупел Курської губернії в родині дворових селян. Закінчив 2-річну сільську школу. З дитячих років був знайомий з К. Ворошиловим, разом з ним в 1896 вступив на завод ДЮМО, де працював ливарником і разом з ним в 1898 організував перший революційний гурток в Алчевську. Потім переїхав до Луганська, робітник паровозобудівного заводу Гартмана, член РСДРП з 1903 р. З 1905 активний учасник Першої російської революції, був членом Депутатського зборів і Бойової дружини. Потім активіст профспілкового руху, в жовтні 1906 обраний членом правління і скарбником першої профспілки робітників заводу Гартмана. З березня 1917 депутат першої Луганської ради. Учасник Луганській оборони 1919 року, був кулеметником, поранений в боях. Після громадянської війни був на господарській роботі: в 1925—1928 директор Таганрозького котельного заводу, потім начальник ливарного цеху паровозобудівного заводу Гартмана, директор «Луганбуду», директор Ворошиловградської швейної фабрики. З 1933 член комісії з чистки партії при Луганському міськкомі КП(б)У. У жовтні 1937 призначений тимчасовим виконувачем обов'язків голови Луганської міськради як член Бюро міськпарткому. У 1938 призначений завідувачем Луганського Істпарта (Комісія з історії Жовтневої революції і РКП(б)). У грудні 1939 Постановою Оргбюро ЦК ВКП(б) всі місцеві Істпарти були ліквідовані. У 1947 виступав на урочистостях з нагоди 30-річчя Жовтня, писав мемуари. Помер в 1949 році. |
| Богиня Петро Іванович                         | 11 жовтня 1937 - червень 1938 | |
| Новиков Андрій Йосипович                      | 23 липня - серпень 1938 | |
| Сіманков Кирило Миколайович                   | серпень 1938 - літо 1939 | Народився в 1896 році в Одесі, член РСДРП(б) з 1917 року. У 1919—1923 служив у Червоній армії в Петрограді, учасник громадянської війни. У 1937 році працював в Наркоматі машинобудування СРСР. З серпня 1938 до літа 1939 голова Луганської міської ради. Потім працював у Запоріжжі. 22 червня 1941 року добровольцем вступив до Червоної армії, начальник авіавідділення ОТС БАЗ, інженер-майор. Працював на аеродромі Тарханлер в Криму, з жовтня 1941 року — начальник відділу технічного постачання 435 батальйону аеродромного обслуговування, обслуговував 8 авіаполків. Потім на аеродромах міста Грозний, К.-Аул, Ізберг обслуговував 11 авіаполків. У 1943 році служив в 85 РАБ 5-ї повітряної армії Степового фронту, був нагороджений орденом Червоної зірки (21.08.1943). Потім 1.05.1944 року нагороджений медаллю «За оборону Кавказу» (вручена 3.05.1945). У 1945 служив в 436 БАЗ 77 РАБ 2 повітряної армії, нагороджений орденом Вітчизняної війни 2 ступеня (21.05.1945). |
| Зверєв Петро Якович                           | листопад 1939 - липень 1942 | |
| Зверєв Петро Якович                           | березень 1943 - 20 лютого 1944 | |
| Гриб Олександр Андрійович                     | 20 лютого 1944 - червень 1946 | |
| Желтецький В.                                 | червень - липень 1946 (в.о.) | |
| Воробйов Павло Федотович                      | 16 серпня 1946 - 1 серпня 1947 | |
| Єненко Федір Володимирович                    | 1 серпня - грудень 1947 (в.о.) | |
| Хачко Пилип Сергійович                        | 9 січня 1948 - грудень 1950 | |
| Стрепетов Костянтин Іванович                  | 27 грудня 1950 - 12 липня 1960 | |
| Лехцієв Ілля Георгійович                      | 12 липня 1960 - 9 січня 1965 | |
| Петров Георгій Семенович                      | 9 січня 1965 - березень 1985 | |
| Петров Юрій Павлович                          | березень 1985 - червень 1987 | |
| Пантюхін Володимир Олександрович              | липень 1987 - 1990 | |

## Партійні керівники
| Ім’я                            | Проміжок                             | Примітки |
| ------------------------------- | ------------------------------------ | --- |
| Афонін                          | 5 грудня 1919                        | Керівник тимчасового партійного комітету                                                                                                   |
| Костін                          | 31 грудня 1919                       | —»— |
| Ляпін Зиновій Федорович         | 20 лютого 1920 - 4 січня 1923        | Секретар бюра партійного комітету Луганського района. Учасник радянської окупації Луганського й Царицина в 1919 році                       |
| Мальцев Петро Іванович          | 4 січня 1923 - 1924                  | Обраний секретарем повітового комітету через від’їзд Ляпіна на курси                                                                       |
| Ляпін Зиновій Федорович         | 5 травня 1924 - 1925                 | |
| Семенов Борис Олександрович     | серпень 1925 - вересень 1927         | Секретар окружного партійного комітету. 5 вересня 1927 висунутий секретарем Дніпропетровського партійного округу.                          |
| Чувирін Михайло Євдокимович     | 13 вересня 1927 - червень 1929       | Секретар окружного партійного комітету. Скерований у розпоряджуння ЦК КП б/у в червні 1929                                                 |
| Зайцев Федір Іванович           | Червень 1929 - вересень 1930         | Секретар окружного партійного комітету. У вересні 1930 — секретар Луганського міського партійного комітету.                                |
| Просвірнін Іван Олексійович     | 2 липня 1931 - 1932                  | Секретар Луганського міського партійного комістету.                                                                                        |
| Масленко Павло Федорович        | 1 липня 1932 - 16 липня 1932         | Секретар Луганського міського партійного комістету. Відкликаний до Сталінського району.                                                    |
| Іванов Федір Іванович           | 16 липня 1932 - 18 лютого 1934       | Звільнений через обрання секретарем Макіївського району.                                                                                   |
| Окорков Костянтин Іванович      | 19 лютого 1934 - 28 січня 1935       | |
| Шац Юрій Юхимович               | 28 січня 1935 - 1937                 | |
| Терехов Тихон Іванович          | 4 вересня 1937 - липень 1938         | Секретар Ворошиловградського міського партійного округу. Виключений з партії як ворог народу 17 липня 1938. Реабілітований 20 травня 1940. |
| Любавін Петро Митрофанович      | 16 липня 1938 - 13 листопада 1938    | Перший секретар Ворошиловградського міськкому КП б/У. Загинув 4 серпня 1941.                                                               |
| Квасов Михайло Єгорович         | листопад 1938 - 21 грудня 1940       | Перший секретар Ворошиловградського міськкому КП б/У.                                                                                      |
| Гайовий Антон Іванович          | 21 грудня 1940 - 1950                | Перший секретар Ворошиловградського міськкому КП б/У. Депутат Верховної Ради СРСР.                                                         |
| Шепілов Василь Тимофійович      | 30 січня 1950 - листопад 1953        | Перший секретар Ворошиловградського міськкому КП(б)У.                                                                                      |
| Головченко Іван Харитонович     | 20 листопада 1953 - 14 вересня 1954  | Перший секретар Ворошиловградського міськкому КПУ.                                                                                         |
| Крамаренко Олександр Григорович | 14 вересня 1954 - 22 листопада 1963  | Перший секретар Ворошиловградського (Луганського) міськкому КПУ.                                                                           |
| Стратонов Микола Степанович     | 22 листопада 1963 - листопад 1973    | Перший секретар Луганського міськкому КПУ.                                                                                                 |
| Ляхов Іван Андрійович           | Листопад 1973 - жовтень 1979         | Перший секретар Ворошиловградського міськкому КПУ.                                                                                         |
| Попов Микола Михайлович         | Жовтень 1979 - квітень 1986          | Перший секретар Ворошиловградського міськкому КПУ.                                                                                         |
| Котляр Олег Іванович            | Квітень 1986 - червень 1987          | Перший секретар Ворошиловградського міськкому КПУ.                                                                                         |
| Петров Юрій Павлович            | Червень 1987 - листопад 1990         | Перший секретар Ворошиловградського міськкому КПУ.                                                                                         |
| Тихонов Віктор Миколайович      | 2 листопада 1990 - 25 листопада 1991 | Перший секретар Луганського міськкому КПУ.                                                                                                 |

## Міські голови
| Ім’я                             | Проміжок  | Примітки             |
| -------------------------------- | --------- | -------------------- |
| Пантюхін Володимир Олександрович | 1990–1994 |                      |
| Данілов Олексій Мячеславович     | 1994–1997 |                      |
| Парапанов Анатолій Іванович      | 1997–1998 | Виконувач обов’язків |
| Ягоферов Анатолій Миколайович    | 1998–2001 |                      |
| Пристюк Володимир Миколайович    | 2001–2002 | Виконувач обов’язків |
| Бурлаченко Євген Дмитрович       | 2002–2006 |                      |
| Кравченко Сергій Іванович        | 2006–2014 |                      |

## Міські голови періоду окупації (з 2014)
- Пілавов Маноліс Васильович (2014—2023)
- Пащенко Яна Валеріївна, т.в.о. (2023—)

## Джерело
- Вони керували містом (рос.)